# 楽々温泉
楽々温泉（らくらくおんせん）は、北海道室蘭市にある日帰り入浴施設。
　

## 施設
お風呂
大浴場、ジャグジー、露天風呂、サウナ風呂、超音波、打たせ湯、ボディシャワー、かぶり湯、水風呂、寝風呂、家族風呂
館内
休憩コーナー

## 周辺
- イエローハット室蘭店
- ピザハット東室蘭店
- 中島公園野球場
- 道南バス「体育館前」停留所